# 虎式中型坦克
虎式MT或虎式是由土耳其制造商FNSS防务系统和印度尼西亚制造商品达德联合开发的轻型坦克。此坦克的开发计划名称是MMWT（Modern Medium Weight Tank，现代中型坦克）。此坦克本身在土耳其被称为Kaplan MT，在印度尼西亚被称为Harimau，两者的意思都是虎。

## 历史
印度尼西亚和土耳其政府于2015年5月首次同意为印度尼西亚陆军联合开发MMWT，据报道耗资3000万美元。此项目的开发阶段预计将持续37个月，第一辆原型车在土耳其制造，第二辆原型车在印度尼西亚制造。两国政府已同意将共享设计坦克的知识产权。
2016年11月1日，在2016年印度防务博览会期间，虎式的第一个模型以及一些技术规格亮相。最值得注意的是，据报道此车总重约为35吨，由比利时约翰·科克里尔设计炮塔并提供与炮塔配套的105毫米线膛炮，此炮能够发射多种炮弹。
2017年5月9日，在2017年的国际国防工业博览会上，虎式的第一辆原型车亮相了。此坦克可配备科克里尔XC-8 105mm概念炮塔或科克里尔3105模块化炮塔。此外，坦克采用模块化装甲，可以在损坏时快速更换。
2018年9月5日，FNSS总经理告诉土耳其阿纳多卢通讯社，虎式已通过印尼陆军所需的数月的资格测试，并已做好批量生产的准备。他表示，首批20至25辆坦克最早可能在2018年底接受订购，而生产的坦克总数可能会在200至400辆之间。
2020年2月7日，MMWT开始量产。
在2021年的国际国防工业博览会（2021年8月17-20 日）上，虎式的量产车亮相。在从原型车到批量生产的过渡过程中，坦克进行了许多改进。在此背景下，驾驶员视野和操控舒适度都得到了改善。根据最终用户的反馈完善了机身设计。根据试验经验，对炮塔系统、动力传动组、冷却系统、悬挂系统等进行了改进。
作为FAT（Factory Acceptance Trials，工厂验收测试）的一部分，其中一辆原型车于2022年2月24日至25日在西万隆摄政区奇帕塔特陆军步兵教育中心进行了一系列射击测试。坦克在不同的射击位置向1250米射程内的4x4米目标发射了多发HEP-T（High Explosive Plastic Tracer，塑性曳光榴弹）和 TPCSDS-T（带曳光的尾翼稳定脱壳训练弹）。随后，坦克在帕达拉朗-奇勒尼收费公路的一段路段和PT品达德工厂进行了机动性测试。2022年3月15日，土耳其FNSS工厂举行仪式，标志着首批10辆坦克正式完工。剩余的8辆无炮塔车体将在最终炮塔组装仪式后被送往印度尼西亚并交付印度尼西亚陆军。第二批生产的8辆坦克将由PT品达德在FNSS的协助下在印度尼西亚建造。

## 设计

印度尼西亚国民军成立72周年阅兵式上的虎式原型车

### 武装
MMWT配备了由约翰·科克里尔制造的科克里尔CT-CV 105HP（高压）105毫米线膛炮，炮管装有排烟器和导热套。炮塔配备自动装弹机，可电子和机械旋转360度，最大俯/仰角为-10度/42度，并配备陀螺仪稳定器和火控系统。它还配备了敌友识别系统以及协助炮手的自动目标锁定系统。

### 装甲
MMWT的车体装甲采用模块化装甲。它被归类为STANAG 4569 4级防护，这意味着该坦克可以在200米处承受速度达911m/s的14.5×114mm AP弹的攻击。坦克车体底部采用V型，履带下方和中心下方能够承受10公斤当量的AT地雷。由于采用模块化设计，装甲可在不增加坦克体积的情况下增强至5级防护（在500m处承受速度达1258m/s的25mm APDS-T的射击），正面弧顶可承受30mm炮弹的射击。

### 机动性
2018年8月7日至16日进行了动态和移动性测试以验证设计规格。坦克采用卡特彼勒C13柴油发动机，功率711马力，搭配艾里逊/卡特彼勒X300变速箱。在测试过程中，坦克的公路速度能够达到78公里/小时。原型车能够跨越2m的壕沟和0.9m的垂直障碍物。

### 防御系统
MMWT的生存能力进一步得到增强。可集成由阿瑟尔桑和TUBITAK SAGE联合开发的模块化PULAT主动防护系统。这保证了坦克对全角度投射物的防御能力。

## 用户
- 印度尼西亞：总共订购18辆，其中10辆将于2024年入列。[18][19][20][21][22]

### 潜在客户
- ：2018年11月表示有兴趣。[23]
- ：2019年11月表示有兴趣。[24]
- 马来西亚：2018年11月表示有兴趣。[25]

### 竞标失败
- ：2018年9月表示有兴趣[26][23]，但后来选择了VT-5轻型坦克。
- 菲律賓：2018年9月表示有兴趣。[26]从2020年8月起，菲律宾国防部（英语：Department of National Defense (Philippines)）发布了中标通知，倾向于使用萨布拉轻型坦克（英语：Sabrah light tank），[27]而非虎式。[28][29]

### 当前的竞争对手
- M10布克
- 15式轻型坦克，又称VT-5（出口型）
- 萨布拉轻型坦克（英语：Sabrah light tank）

### 拥有相似火力的坦克
- CV90105
- K21-105
- M8装甲火炮系统
- 2S25章鱼-SD
- TAM
- WPB安德斯

## 引用
1. 1 2  Kable Intelligence Limited. . www.army-technology.com. 2018  [2018-04-29]. （原始内容存档于2018-03-15）.
2. ↑  . FNSS Savunma Sistemleri A.Ş.   [2018-04-29]. （原始内容存档于2018-05-06）.
3. 1 2  antaranews.com. . Antara News.   [2018-09-02]. （原始内容存档于2018-09-02） （id-ID）.
4. ↑  . FNSS Savunma Sistemleri A.Ş.   [2018-04-29]. （原始内容存档于2018-04-24）.
5. ↑  . Janes.com.   [2024-04-08]. （原始内容存档于2020-05-12）.
6. ↑  Indomiliter.com Official Channel, , 2018-08-10  [2018-09-02], （原始内容存档于2023-07-08）
7. ↑  Gumilang, Prima. . CNN Indonesia. 2016-11-02  [2016-11-02]. （原始内容存档于2016-11-04） （印度尼西亚语）.
8. ↑  . 安卡拉. 2016-05-07  [2016-11-02]. （原始内容存档于2016-11-03）.
9. ↑  . IHS Jane's 360. 2016-11-01  [2016-11-02].
10. ↑  . www.indomiliter.com. 2017-05-09  [2017-10-04]. （原始内容存档于2017-10-04） （美国英语）.
11. ↑  Dominguez, Gabriel. . IHS Jane's 360. 伦敦. 2018-09-06  [2018-09-07]. （原始内容存档于2018-09-06）.
12. ↑  .   [2024-04-08]. （原始内容存档于2023-07-06）.
13. ↑  . www.aa.com.tr.   [2021-08-18]. （原始内容存档于2023-07-06）.
14. ↑  . pindad.com. 2022-02-24  [2022-05-17]. （原始内容存档于2023-10-03） （印度尼西亚语）.
15. ↑  . fnss.com.tr. 2022-03-15  [2022-05-17]. （原始内容存档于2024-06-15）.
16. ↑  . savunmasanayist.com. 2022-03-15  [2022-05-17]. （原始内容存档于2024-02-29） （土耳其语）.
17. ↑  . IDEF 2019: FNSS displays for the first time Kaplan medium tank fitted with PULAT APS. 2019-05-02. （原始内容存档于2019-05-04）.
18. ↑  . 2019-04-12  [2024-04-08]. （原始内容存档于2019-04-13）.
19. ↑  .   [2019-07-01]. （原始内容存档于2019-03-30）.
20. ↑  .   [2024-04-08]. （原始内容存档于2020-02-25）.
21. ↑  . Desk Jabar.   [2023-03-20]. （原始内容存档于2024-02-29）.
22. ↑  Indomiliter.com. . Twitter（印度尼西亚语）. 2024-02-28. （原始内容存档于2024-02-28）.
23. 1 2  Grevatt, Jon. . IHS Jane's 360. 雅加达. 2018-11-08  [2018-11-10]. （原始内容存档于2018-11-08）.
24. ↑  . defenceWeb. 2019-12-02  [2024-04-08]. （原始内容存档于2023-04-09）.
25. ↑  . Okezone. 2018-11-09  [2023-04-04]. （原始内容存档于2023-04-05） （id-ID）.
26. 1 2  Dominguez, Gabriel. . IHS Jane's 360. 伦敦. 2018-09-10  [2018-09-10]. （原始内容存档于2018-09-10）.
27. ↑  , Elbit Systems,   [2024-04-08], （原始内容存档于2023-07-23）
28. ↑  . www.israeldefense.co.il. 2020-10-08  [2020-10-29]. （原始内容存档于2023-07-08） （英语）.
29. ↑  . www.shephardmedia.com.   [2020-10-29]. （原始内容存档于2024-11-12） （英语）.